# Jia Yi
Jia Yi (200-168 v.Chr.) was een staatsman en geleerde uit de Chinese oudheid.
Jia Yi kwam uit de stad Luoyang. Hij was de oorspronkelijke samensteller van het werk 'Nieuwe aanbevelingen', Xinshu, 新書, een aantal verhandelingen over de kunst van het regeren. Volgens Jia Yi was landbouw de basis van samenleving. Alleen door een overvloed aan graan kon met succes oorlog worden gevoerd.
Als adviseur van keizer Wen van de Westelijke Han-dynastie stelde hij voor om de macht van opstandige prinsen in het keizerrijk te beknotten door er meer aan te stellen en hun macht te verdelen. De centrale keizerlijke macht was volgens Jia Yi door de machtige prinsdommen als een opgezwollen lichaam geworden dat nauwelijks meer vooruit kon komen. Zijn plan werd aangenomen, maar nooit echt uitgevoerd.